# Sant Pere del Grau
Sant Pere del Grau és una església de Lluçà a la comarca d'Osona, inclosa en l'Inventari del Patrimoni Arquitectònic de Catalunya.
Es troba en un sector del terme de Lluçà al nord de Prats de Lluçanès, prop del casal del Grau (millor dit dintre l'era del mas). Antigament el lloc era anomenat Torroella, i l'església Sant Pere de Torroella. El 1878 passà a capella particular del mas de Torroella.

## Descripció
Església situada dalt d'un petit turó, vora la casa del Grau de Torroella. Consta d'una nau coberta amb volta d'aresta i té l'absis quadrat. L'interior està arrebossat i pintat. La façana principal es troba a ponent i té una porta d'arc de mig punt adovellat, una petita rosassa i a la part superior hi ha uns arquets cecs que es van afegir a principis del segle xx. La façana està coronada per un campanar d'espadanya d'un sol ull i la teulada és a doble vessant amb el carener perpendicular a la façana.

## Notícies històriques
Les primeres notícies que es tenen d'aquesta església són de l'any 905, moment en què es vincula a Santa Maria de Lluçà. En una data anterior al 1154, Sant Pere va deixar de ser sufragània de Santa Maria per passar a ser església parroquial. Després, segurament a causa del despoblament produït per la Pesta Negra, va tornar a ser sufragània de Santa Maria. En un document del 1878 ja apareix com a capella rural.
A principis del segle xx va ser restaurada i li van afegir els arquets cecs de la façana principal.